# 33号弗吉尼亚州州道
維吉尼亞州33號公路是為美國維吉尼亞州的一條重要的公路，連接里奇蒙之33号美國國道，直抵切薩皮克灣（Chesapeake Bay）。1938年以前，州33號公路是維吉尼亞州4號公路的一部分。